# Discinèsia tardana
La discinèsia tardana (DT) és un trastorn que provoca moviments corporals repetitius i involuntaris, que poden incloure fer ganyotes, treure la llengua o picar de llavis. A més, pot haver-hi moviments ràpids de sacsejades o moviments de retorçament lents. Al voltant del 20% de les persones amb DT, el trastorn interfereix la vida diària.
La discinèsia tardana es produeix en algunes persones com a resultat de l'ús a llarg termini de medicaments que bloquegen els receptors de dopamina com els antipsicòtics i la metoclopramida. Aquests medicaments s'utilitzen generalment per a malalties mentals, però també es poden donar per a problemes gastrointestinals o neurològics. La malaltia normalment es desenvolupa només després de mesos o anys d'ús. El diagnòstic es basa en els símptomes després de descartar altres causes potencials.
Els esforços per prevenir la malaltia inclouen utilitzar la dosi més baixa possible o suspendre l'ús de neurolèptics. El tractament inclou aturar la medicació neurolèptica si és possible o canviar a clozapina. Es poden utilitzar altres medicaments com la valbenazina, la tetrabenazina o la toxina botulínica per disminuir els símptomes. Amb el tractament, alguns veuen una resolució dels símptomes, mentre que altres no.
Les taxes en els que prenen antipsicòtics atípics són al voltant del 20%, mentre que els que prenen antipsicòtics típics tenen taxes d'aproximadament el 30%. El risc d'adquirir la malaltia és més gran en persones grans, per a les dones, així com pacients amb trastorns de l'estat d'ànim i/o diagnòstics mèdics que reben medicaments antipsicòtics. El terme "discinèsia tardana" es va utilitzar per primera vegada el 1964.